# شو أسوكا
شو أسوكا (باليابانية: 足助 翔) (28 أكتوبر 1985 في طوكيو في اليابان – )؛ هو لاعب كرة قدم ياباني سابق كان يلعب كمدافع.

## وصلات خارجية
- شو أسوكا على موقع رابطة كرة القدم اليابانية للمحترفين (اليابانية)
- شو أسوكا على موقع Soccerway.com (الإنجليزية)
- شو أسوكا على موقع عالم كرة القدم.نت (الإنجليزية)